# Гарвуд (Нью-Джерсі)
Гарвуд (англ. Garwood) — місто (англ. borough) в США, в окрузі Юніон штату Нью-Джерсі. Населення — 4454 особи (2020).

## Географія
Гарвуд розташований за координатами 40°39′4″ пн. ш. 74°19′23″ зх. д. / 40.65111° пн. ш. 74.32306° зх. д. (40.651249, -74.323137).  За даними Бюро перепису населення США в 2010 році місто мало площу 1,72 км², уся площа — суходіл.

## Демографія
Згідно з переписом 2010 року, у селищі мешкало 4226 осіб у 1778 домогосподарствах у складі 1118 родин. Було 1870 помешкань
Расовий склад населення:
| - 93,2 % — білих - 2,0 % — азіатів - 1,1 % — чорних або афроамериканців - 1,8 % — осіб інших рас |

До двох чи більше рас належало 1,8 %. Частка іспаномовних становила 8,8 % від усіх жителів.
За віковим діапазоном населення розподілялося таким чином: 19,3 % — особи молодші 18 років, 65,5 % — особи у віці 18—64 років, 15,2 % — особи у віці 65 років та старші. Медіана віку мешканця становила 41,4 року. На 100 осіб жіночої статі у селищі припадало 93,9 чоловіків;  на 100 жінок у віці від 18 років та старших — 92,3 чоловіків також старших 18 років.
Середній дохід на одне домашнє господарство  становив 106 019 доларів США (медіана — 73 924), а середній дохід на одну сім'ю — 128 703 долари (медіана — 91 042). Медіана доходів становила 58 304 долари для чоловіків та 60 536 доларів для жінок. За межею бідності перебувало 2,3 % осіб, у тому числі 0,9 % дітей у віці до 18 років та 0,0 % осіб у віці 65 років та старших.
Цивільне працевлаштоване населення становило 2252 особи. Основні галузі зайнятості: освіта, охорона здоров'я та соціальна допомога — 23,5 %, науковці, спеціалісти, менеджери — 13,4 %, виробництво — 13,4 %.